# Posco International Deutschland
Die Posco International Deutschland GmbH (Eigenschreibweise POSCO INTERNATIONAL Deutschland) ist ein deutsches Unternehmen mit Sitz in Eschborn. Das Unternehmen ist Teil der südkoreanischen Posco-Gruppe, deren Kern durch das gleichnamige Stahlunternehmen gebildet wird.
Die Hauptgeschäftstätigkeit des Unternehmens besteht im internationalen Handel mit Stahl- und Metallprodukten, Autoteilen, Chemikalien und Textilien. Dabei ist der Anteil von Stahl- und Metallhandel am Umsatz etwa 3/4.
In Karlín (Prag) gibt es eine Niederlassung der Posco International Deutschland.

## Geschichte
Das Unternehmen wurde 2001 als Daewoo International (Deutschland) GmbH mit damaligen Sitz in Bad Homburg v. d. Höhe gegründet. Seit 2021 hat das Unternehmen den heutigen Namen.

## Eigentümer
Die Muttergesellschaft des Unternehmens ist die Posco International Corporation mit Sitz in Incheon.